# Стенжаричівський заказник
Стенжа́ричівський зака́зник — лісовий заказник місцевого значення в Україні. Об'єкт розташований на території Володимирського району Волинської області, на північний захід від села Писарева Воля. 
Площа 32 га. Статус присвоєно згідно з рішенням обласної ради від 31.10.1991 року № 226. Перебуває у віданні ДП «Володимир-Волинське ЛМГ» (Стенжаричівське лісництво, кв. 29, вид. 18). 
Статус присвоєно для збереження частини лісового масиву з насадженнями дуба звичайного I бонітету віком близько 130 років.
У підліску ростуть ліщина звичайна і крушина ламка, у трав'яному покриві поширені папороті, суниці лісові, конвалія травнева, валеріана лікарська та інші види лікарських рослин.

## Галерея

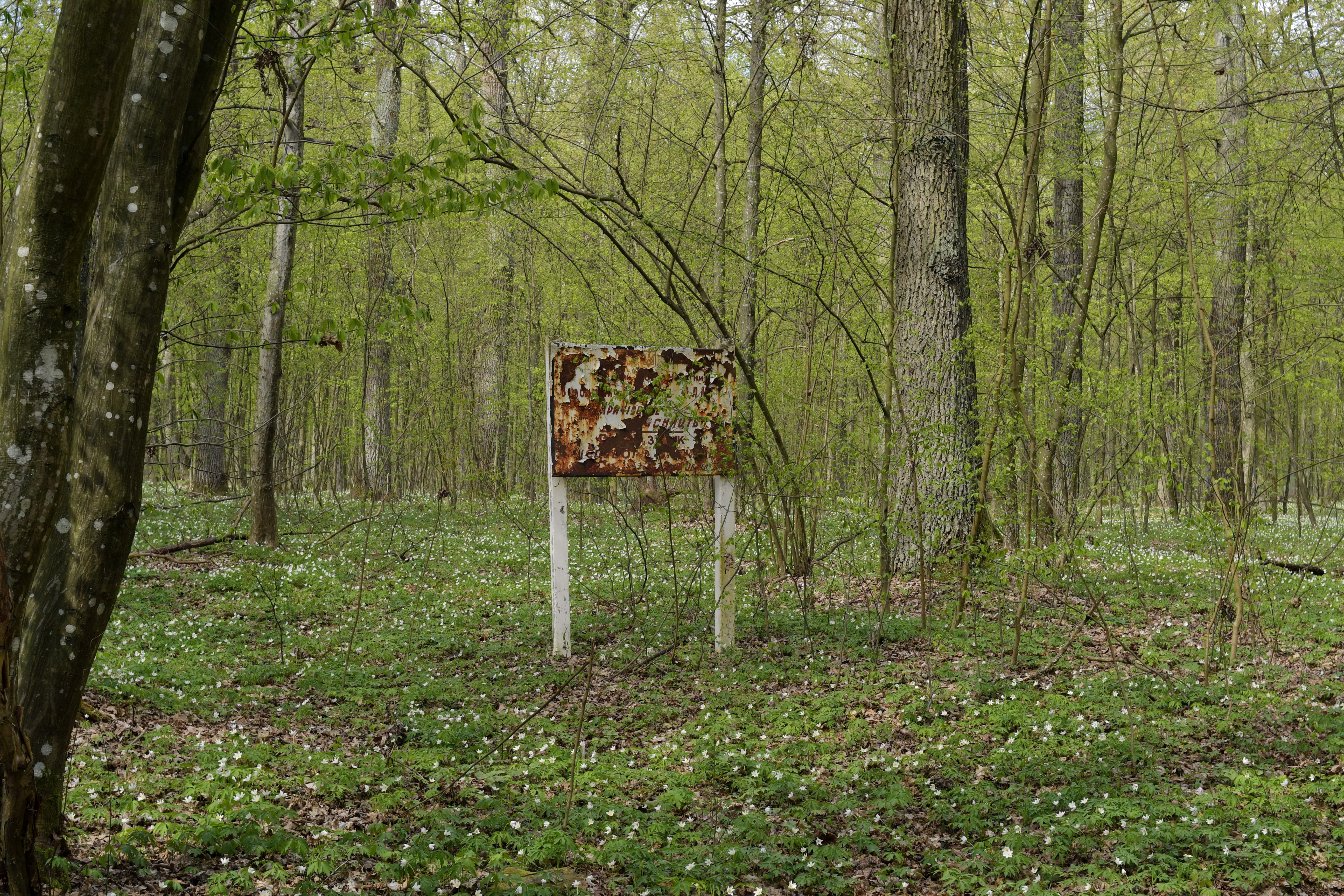
Стара інформаційна дошка
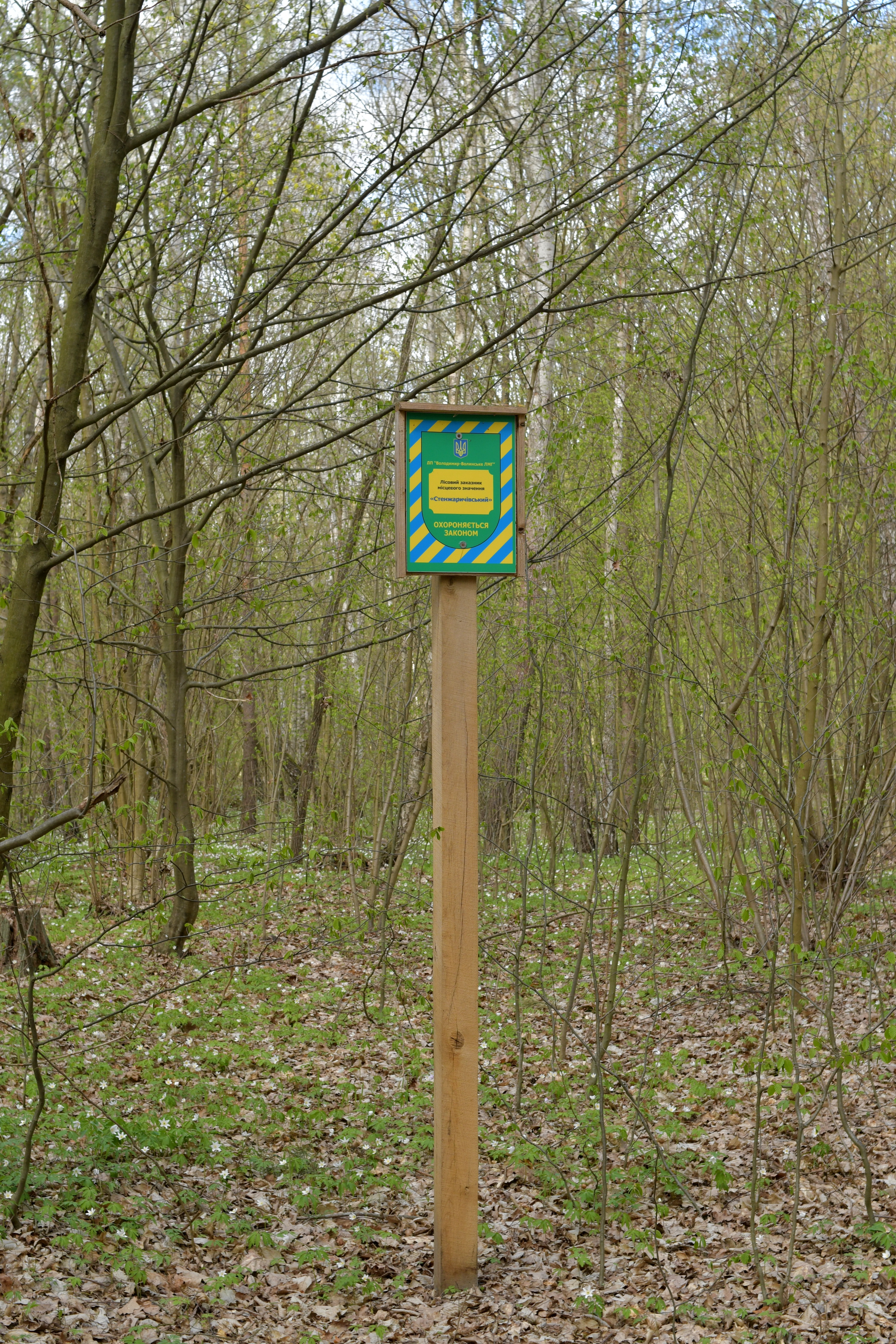
Охоронна дошка
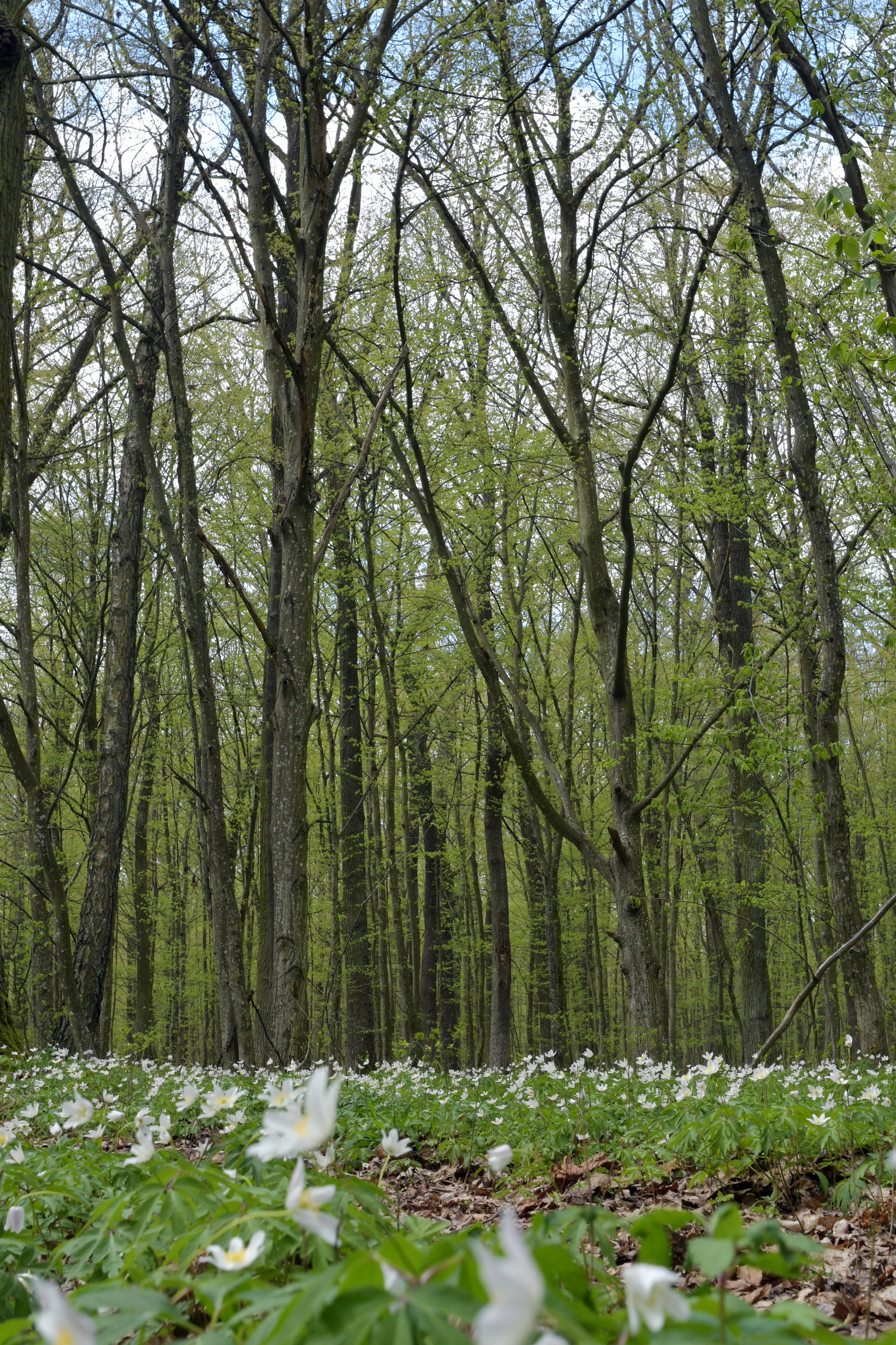
Загальний вигляд
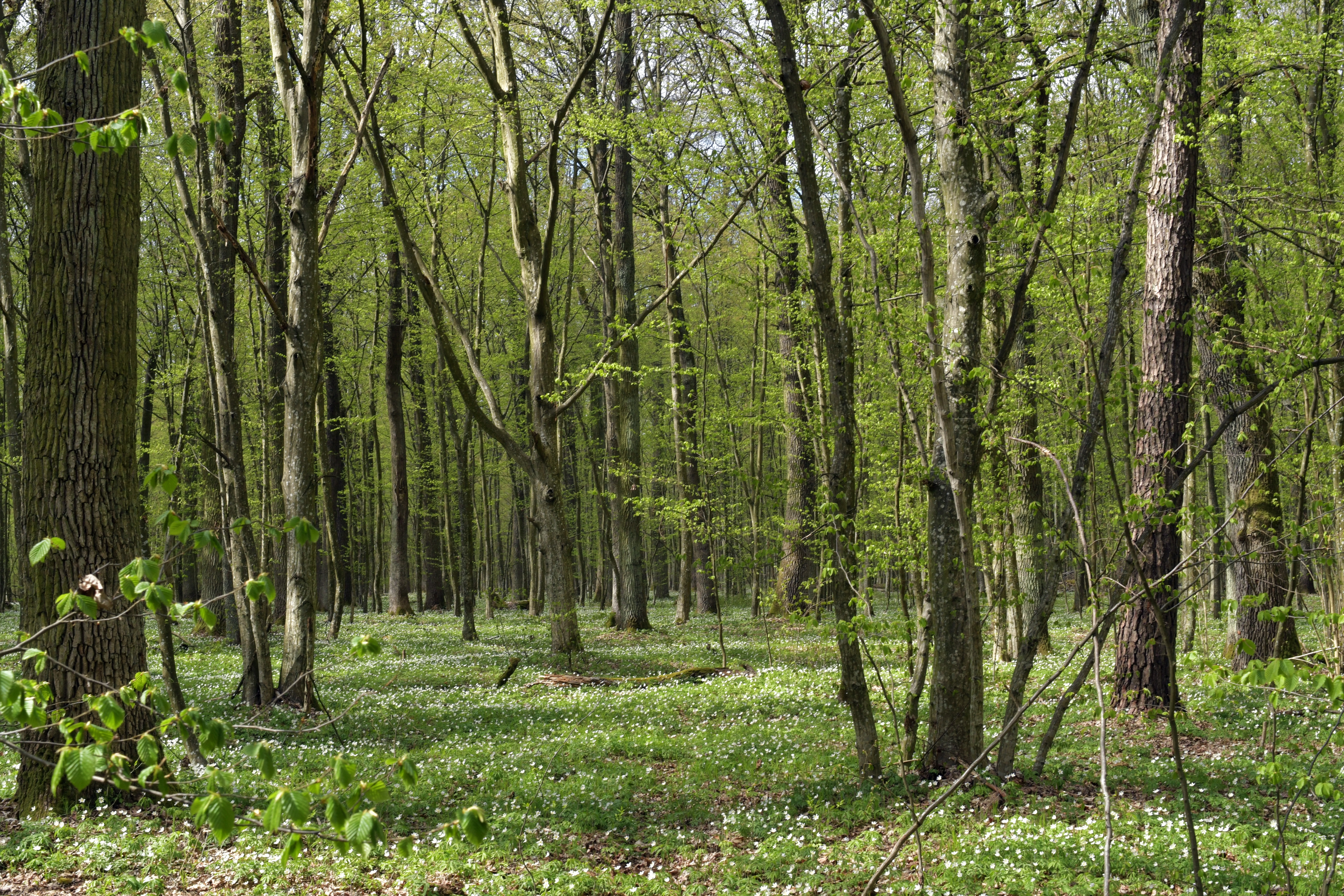
Загальний вигляд